# Bahrains Grand Prix 2019
Bahrains Grand Prix 2019, officiellt Formula 1 Gulf Air Bahrain Grand Prix 2019, var ett Formel 1-lopp som kördes  31 mars 2019 på Bahrain International Circuit i östaten Bahrain. Det var den andra av tjugoen deltävlingar ingående i Formel 1-säsongen 2019 och kördes över 57 varv.
Charles Leclerc som tog karriärens första Pole position var snabbast i samtliga tre kvalrundor. Tillsammans med teamkollegan Sebastian Vettel knep Ferrari dom två främsta platserna på startgriden.

## Resultat

### Kval
| KR. | Nr | Förare             | Konstruktör               | Q1       | Q2       | Q3       | Grid |
| --- | -- | ------------------ | ------------------------- | -------- | -------- | -------- | ---- |
| 1   | 16 | Charles Leclerc    | Ferrari                   | 1.28,495 | 1.28,046 | 1.27,866 | 1    |
| 2   | 5  | Sebastian Vettel   | Ferrari                   | 1.28,733 | 1.28,356 | 1.28,160 | 2    |
| 3   | 44 | Lewis Hamilton     | Mercedes                  | 1.29,262 | 1.28,578 | 1.28,190 | 3    |
| 4   | 77 | Valtteri Bottas    | Mercedes                  | 1.29,498 | 1.28,830 | 1.28,256 | 4    |
| 5   | 33 | Max Verstappen     | Red Bull Racing-Honda     | 1.29,579 | 1.29,109 | 1.28,752 | 5    |
| 6   | 20 | Kevin Magnussen    | Haas-Ferrari              | 1.29,532 | 1.29,017 | 1.28,757 | 6    |
| 7   | 55 | Carlos Sainz Jr.   | McLaren-Renault           | 1.29,528 | 1.29,055 | 1.28,813 | 7    |
| 8   | 8  | Romain Grosjean    | Haas-Ferrari              | 1.29,688 | 1.29,249 | 1.29,015 | 11   |
| 9   | 7  | Kimi Räikkönen     | Alfa Romeo Racing-Ferrari | 1.29,959 | 1.29,471 | 1.29,022 | 8    |
| 10  | 4  | Lando Norris       | McLaren-Renault           | 1.29,381 | 1.29,258 | 1.29,043 | 9    |
| 11  | 3  | Daniel Ricciardo   | Renault                   | 1.29,859 | 1.29,488 | 0        | 10   |
| 12  | 23 | Alexander Albon    | Scuderia Toro Rosso-Honda | 1.29,514 | 1.29,513 | 0        | 12   |
| 13  | 10 | Pierre Gasly       | Red Bull Racing-Honda     | 1.29,900 | 1.29,526 | 0        | 13   |
| 14  | 11 | Sergio Pérez       | Racing Point-BWT Mercedes | 1.29,893 | 1.29,756 | 0        | 14   |
| 15  | 26 | Daniil Kvyat       | Scuderia Toro Rosso-Honda | 1.29,876 | 1.29,854 | 0        | 15   |
| 16  | 99 | Antonio Giovinazzi | Alfa Romeo Racing-Ferrari | 1.30,026 | 0        | 0        | 16   |
| 17  | 27 | Nico Hülkenberg    | Renault                   | 1.30,034 | 0        | 0        | 17   |
| 18  | 18 | Lance Stroll       | Racing Point-BWT Mercedes | 1.30,217 | 0        | 0        | 18   |
| 19  | 63 | George Russell     | Williams-Mercedes         | 1.31,759 | 0        | 0        | 19   |
| 20  | 88 | Robert Kubica      | Williams-Mercedes         | 1.31,799 | 0        | 0        | 20   |

| Vidare från första kvalrundan ▬▬ Vidare från andra kvalrundan ▬▬ |

107 %-gränsen: 1.34,689
Källor:

### Lopp
| Pos. | Nr | Förare             | Konstruktör               | Varv | Tid         | Grid | P     |
| ---- | -- | ------------------ | ------------------------- | ---- | ----------- | ---- | ----- |
| 1    | 44 | Lewis Hamilton     | Mercedes                  | 57   | 1:34.21,295 | 3    | 25    |
| 2    | 77 | Valtteri Bottas    | Mercedes                  | 57   | +2.980      | 4    | 18    |
| 3    | 16 | Charles Leclerc    | Ferrari                   | 57   | +6.131      | 1    | 15+1a |
| 4    | 33 | Max Verstappen     | Red Bull Racing-Honda     | 57   | +6.408      | 5    | 12    |
| 5    | 5  | Sebastian Vettel   | Ferrari                   | 57   | +36.068     | 2    | 10    |
| 6    | 4  | Lando Norris       | McLaren-Renault           | 57   | +45.754     | 9    | 8     |
| 7    | 7  | Kimi Räikkönen     | Alfa Romeo Racing-Ferrari | 57   | +47.470     | 8    | 6     |
| 8    | 10 | Pierre Gasly       | Red Bull Racing-Honda     | 57   | +58.094     | 13   | 4     |
| 9    | 23 | Alexander Albon    | Scuderia Toro Rosso-Honda | 57   | +62.697     | 12   | 2     |
| 10   | 11 | Sergio Pérez       | Racing Point-BWT Mercedes | 57   | +63.696     | 14   | 1     |
| 11   | 99 | Antonio Giovinazzi | Alfa Romeo Racing-Ferrari | 57   | +64.599     | 16   | 0     |
| 12   | 26 | Daniil Kvyat       | Scuderia Toro Rosso-Honda | 56   | +1 varv     | 15   | 0     |
| 13   | 20 | Kevin Magnussen    | Haas-Ferrari              | 56   | +1 varv     | 6    | 0     |
| 14   | 18 | Lance Stroll       | Racing Point-BWT Mercedes | 56   | +1 varv     | 18   | 0     |
| 15   | 63 | George Russell     | Williams-Mercedes         | 56   | +1 varv     | 19   | 0     |
| 16   | 88 | Robert Kubica      | Williams-Mercedes         | 55   | +2 varv     | 20   | 0     |
| 17   | 27 | Nico Hülkenberg    | Renault                   | 53   | 0           | 17   | 0     |
| 18   | 3  | Daniel Ricciardo   | Renault                   | 53   | 0           | 10   | 0     |
| 19   | 55 | Carlos Sainz Jr.   | McLaren-Renault           | 53   | 0           | 7    | 0     |
| RET  | 8  | Romain Grosjean    | Haas-Ferrari              | 16   | 0           | 11   | 0     |

| Förare och stall som tog poäng ▬▬ |

Källor:
- ^a  – Charles Leclerc erhöll en extrapoäng för snabbaste varv

## Poängställning efter loppet
| Position  | 1    | 2    | 3    | 4    | 5    | 6   | 7   | 8   | 9   | 10  | Snabbaste varv |
| Poäng (p) | 250p | 180p | 150p | 120p | 100p | 80p | 60p | 40p | 20p | 10p | 10p            |

| Pos. | Förare           | Stall                     | Poäng |
| ---- | ---------------- | ------------------------- | ----- |
| 1    | Valtteri Bottas  | Mercedes                  | 44    |
| 2    | Lewis Hamilton   | Mercedes                  | 43    |
| 3    | Max Verstappen   | Red Bull-Honda            | 27    |
| 4    | Charles Leclerc  | Ferrari                   | 26    |
| 5    | Sebastian Vettel | Ferrari                   | 22    |
| 6    | Kimi Räikkönen   | Alfa Romeo Racing-Ferrari | 10    |
| 7    | Lando Norris     | McLaren-Renault           | 8     |
| 8    | Kevin Magnussen  | Haas-Ferrari              | 8     |
| 9    | Nico Hülkenberg  | Renault                   | 6     |
| 10   | Pierre Gasly     | Red Bull-Honda            | 4     |
| 11   | Lance Stroll     | Racing Point-BWT Mercedes | 2     |
| 12   | Alexander Albon  | Toro Rosso-Honda          | 2     |
| 13   | Daniil Kvyat     | Toro Rosso-Honda          | 1     |
| 14   | Sergio Pérez     | Racing Point-BWT Mercedes | 1     |

| Pos. | Stall                     | Poäng |
| ---- | ------------------------- | ----- |
| 1    | Mercedes                  | 87    |
| 2    | Ferrari                   | 48    |
| 3    | Red Bull-Honda            | 31    |
| 4    | Alfa Romeo Racing-Ferrari | 10    |
| 5    | McLaren-Renault           | 8     |
| 6    | Haas-Ferrari              | 8     |
| 7    | Renault                   | 6     |
| 8    | Racing Point-BWT Mercedes | 3     |
| 9    | Toro Rosso-Honda          | 3     |